# 平谷村
平谷村（ひらやむら）は、長野県下伊那郡に属する村。

## 地理

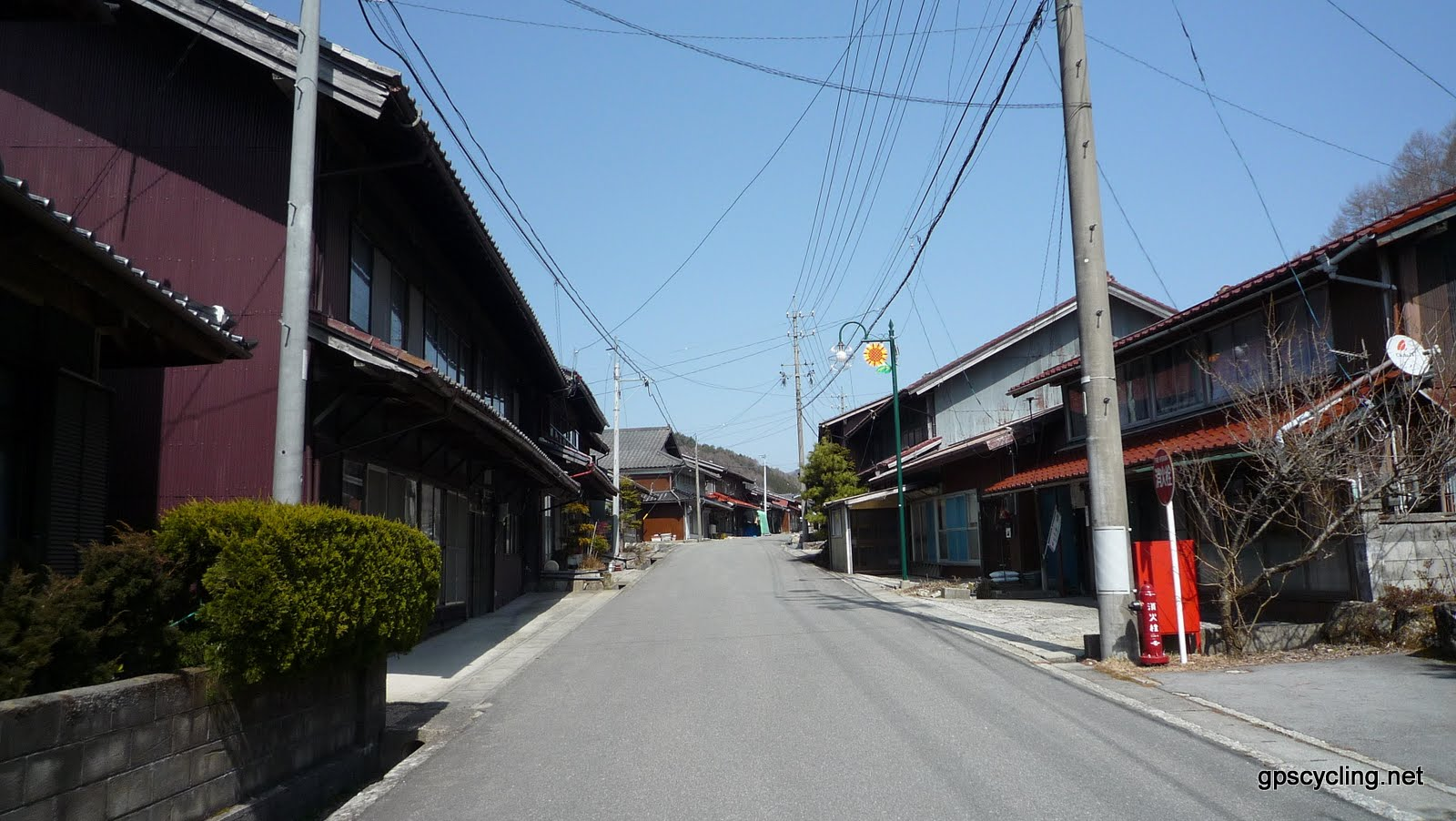
平谷村の街並み

長野県下で最も人口の少ない自治体である。村内のほとんどは南流して三河湾に注ぐ矢作川流域である。そのため、同じく矢作川流域の愛知県豊田市や西三河地方との結びつきが強い。
長野県の南西端に位置し、岐阜県に接する。標高1,500m前後の山々に囲まれた山村で、村の中心部には標高900mの平坦地が広がる。内陸性気候で夏は冷涼。冬は寒冷で-10℃を下回る。古くは「比良屋」と表記された。
郵便番号は村内一円で「395-0601」である。市外局番は村内全域で「0265」（飯田MA）が使用されている。

### 地形
山地
- 蛇峠山
- 横岳
- 大川入山
- 千本立
- 治部坂峠
- 平谷峠

河川
- 平谷川

湖沼
- 平谷湖

### 人口
| |                                        |  |
| 平谷村と全国の年齢別人口分布（2005年） | 平谷村の年齢・男女別人口分布（2005年） |  |
| ■紫色 ― 平谷村 ■緑色 ― 日本全国 | ■青色 ― 男性 ■赤色 ― 女性              |  |
| 平谷村（に相当する地域）の人口の推移 \| 1970年（昭和45年） \| 679人 \| \| \| 1975年（昭和50年） \| 732人 \| \| \| 1980年（昭和55年） \| 657人 \| \| \| 1985年（昭和60年） \| 635人 \| \| \| 1990年（平成2年） \| 617人 \| \| \| 1995年（平成7年） \| 660人 \| \| \| 2000年（平成12年） \| 712人 \| \| \| 2005年（平成17年） \| 688人 \| \| \| 2010年（平成22年） \| 563人 \| \| \| 2015年（平成27年） \| 484人 \| \| \| 2020年（令和2年） \| 387人 \| \| |                                        |  |
| 総務省統計局 国勢調査より |                                        |  |
| 1970年（昭和45年） | 679人                                  |  |
| 1975年（昭和50年） | 732人                                  |  |
| 1980年（昭和55年） | 657人                                  |  |
| 1985年（昭和60年） | 635人                                  |  |
| 1990年（平成2年） | 617人                                  |  |
| 1995年（平成7年） | 660人                                  |  |
| 2000年（平成12年） | 712人                                  |  |
| 2005年（平成17年） | 688人                                  |  |
| 2010年（平成22年） | 563人                                  |  |
| 2015年（平成27年） | 484人                                  |  |
| 2020年（令和2年） | 387人                                  |  |

### 隣接する自治体
長野県
- 下伊那郡阿南町
- 下伊那郡阿智村
- 下伊那郡売木村
- 下伊那郡根羽村

岐阜県
- 恵那市
- 中津川市

## 歴史

### 中世・近世
南北朝時代は熊谷氏が支配していた。戦国時代になると武田信玄によって、三河進出のための軍用道路として開発された伊那街道沿いに平谷宿が置かれた。
江戸時代には天領飯島代官所支配地であり、信州と三河を結ぶ三州街道の宿場町として栄えた。

### 近代・現代
1889年（明治22年）4月1日、町村制の施行によって、波合村・平谷村の区域をもって下伊那郡波合村が発足した。1934年（昭和9年）4月1日には波合村が分割され、大字平谷の区域をもって平谷村が発足した。残部の大字浪合には浪合村が発足している。

## 行政
村長
- 西川清海（2021年2月5日就任 1期目）

歴代村長
- ～2005年 塚田明久
- 2005年～2021年 小池正充
- 2021年～ 西川清海

### 住民投票
2002年10月、当時の塚田明久村長が「合併問題は村の将来を決める大事なことで、村民の意思を最優先させる。将来を担う中学生の意思も反映させたい」として、中学生以上を対象に住民投票を実施することを表明。その後、中学生と翌春進学予定の小学6年生が出席し「村長と語る会」や「子ども模擬議会」が開催され、12月の村議会で関係条例を可決。
2003年5月11日、全国で初めて中学生以上を対象として合併の是非を問う住民投票が行われた。当日の有権者数は530人で、うち中学生は25人。投票者数は469人（投票率88.49%）で、中学生は25人中24人が投票した。開票の結果、「合併する」が341票（74.29%）、「合併しない」が118票（25.71%）、無効10票だった。
条例では、可否いずれかが有効投票数の7割以上であればその意思を「尊重」し、7割未満の場合は「参考」にすると規定されていたが、周辺自治体との協議が進まず合併には至っていない。
なお、塚田は2期目を目指したが、2005年1月の村長選で落選している。

## 施設
- 長野県警察飯田警察署平谷村駐在所

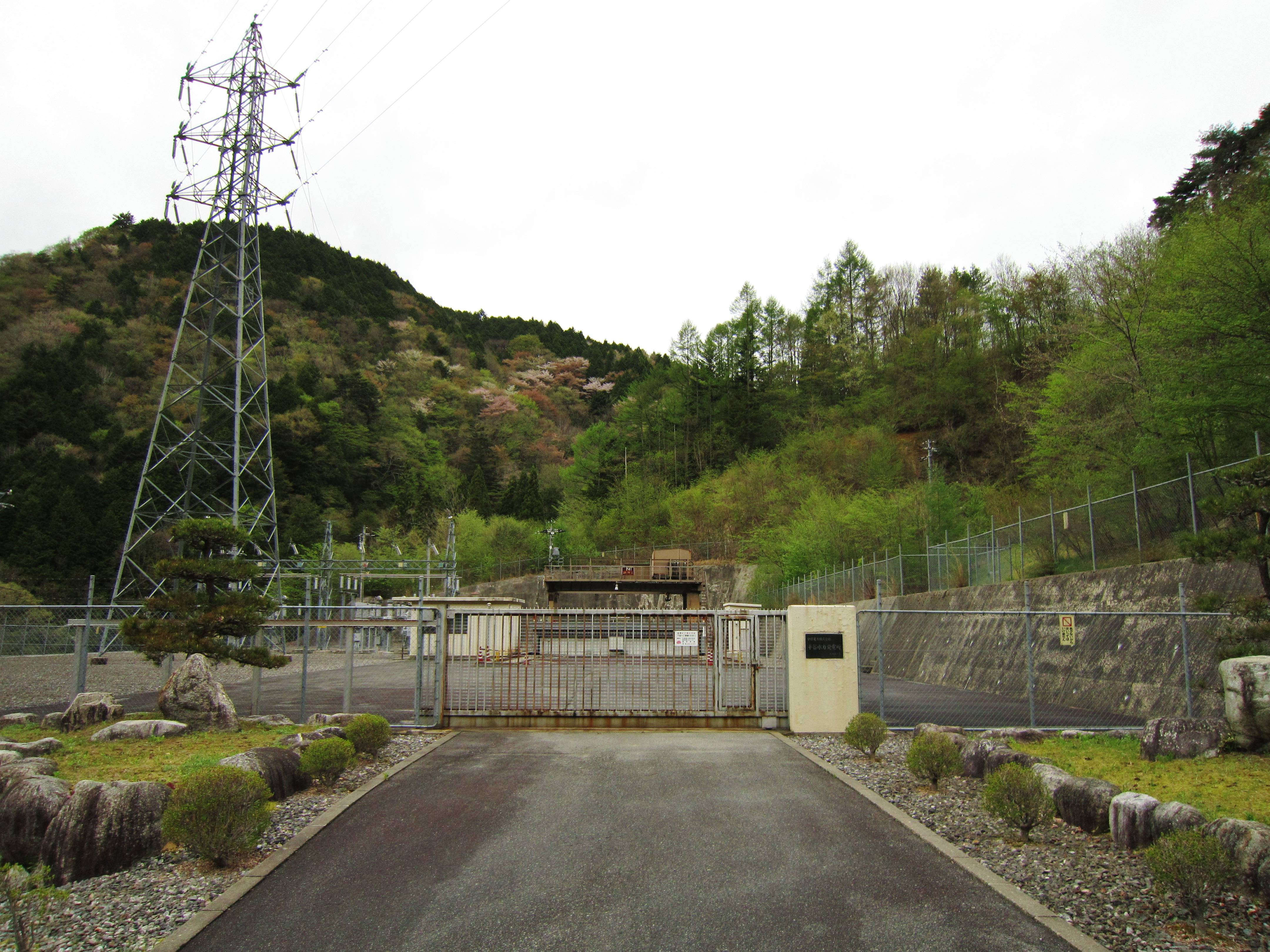
平谷発電所

- 南信州広域連合平谷分署（平谷村433-1）
- 平谷郵便局
- 平谷発電所 - 1996年（平成8年）に建設された矢作川の水力発電所。

## 経済
「信州の伝統野菜」に認定されている伝統野菜としてジャガイモの平谷いもがある。特産品としてトウモロコシが挙げられる。平谷村のオリジナル品種として「平谷ハーモニー」があり、糖度は17度から24度に達する。

## 教育

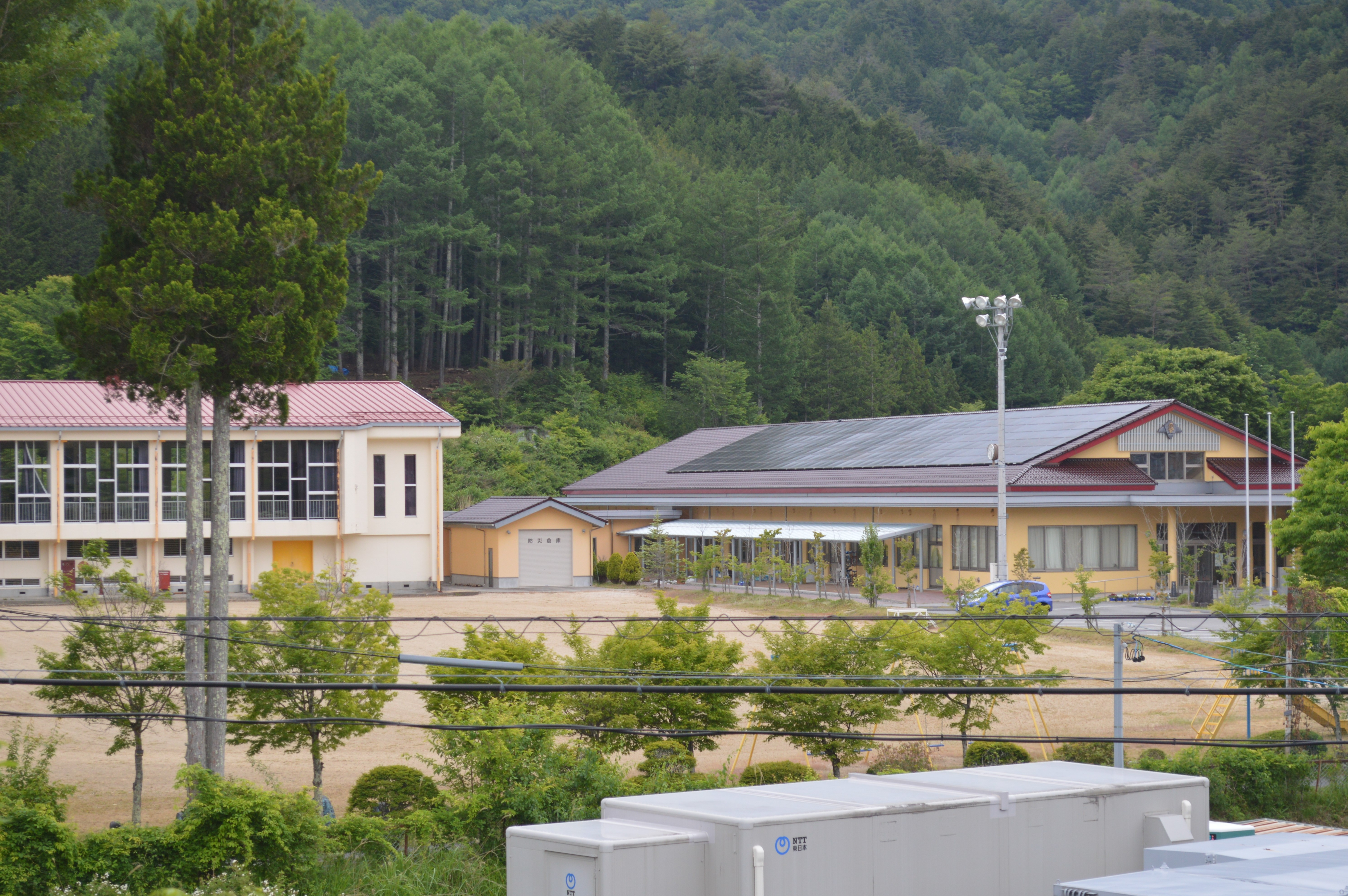
平谷村立平谷小学校

かつて平谷村には平谷村立平谷中学校があったが、2010年度（平成22年度）末に閉校した。2011年度（平成23年度）からは阿智村への学校事務委託が行われ、平谷村の中学生はスクールバスによって阿智村立阿智中学校へ通学している。

### 小学校
- 平谷村立平谷小学校

## 交通

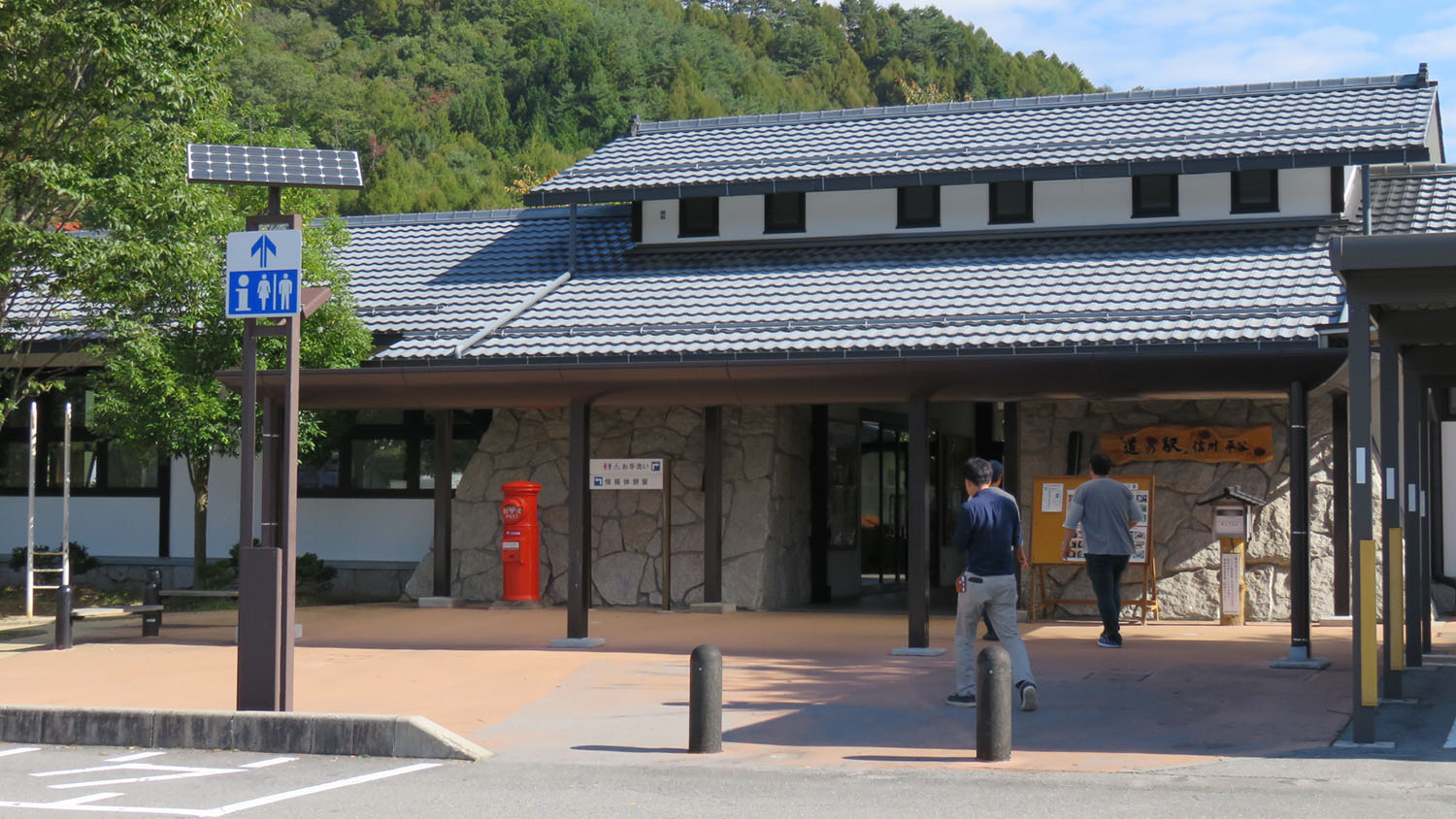
道の駅信州平谷

村内に鉄道路線は通っていない。鉄道を利用する場合、最寄りは国道418号を通り約30km離れた飯田線の伊那小沢駅だが同駅の利用者は少なく、国道153号を通り約33km離れた飯田駅が路線バスも通ってるほか特急も停まり、実質的な最寄り駅である。

### バス
路線バス
- 西部コミュニティバス
阿智高校前 - こまんば - 浪合 - 治部坂高原 - 平谷 - 信玄塚 - 根羽

こまんば乗り継ぎで飯田駅へ、根羽乗り継ぎで足助・豊田市中心部方面へのルートが確保されている。

### 道路
国道
- 国道153号
- 国道418号

道の駅
- 道の駅信州平谷

### ナンバープレート
南信州ナンバー
2025年5月7日以降、飯田市、下伊那郡各町村とともに、ご当地ナンバーである南信州ナンバーが割り当てられている。

## 名所・旧跡・観光スポット

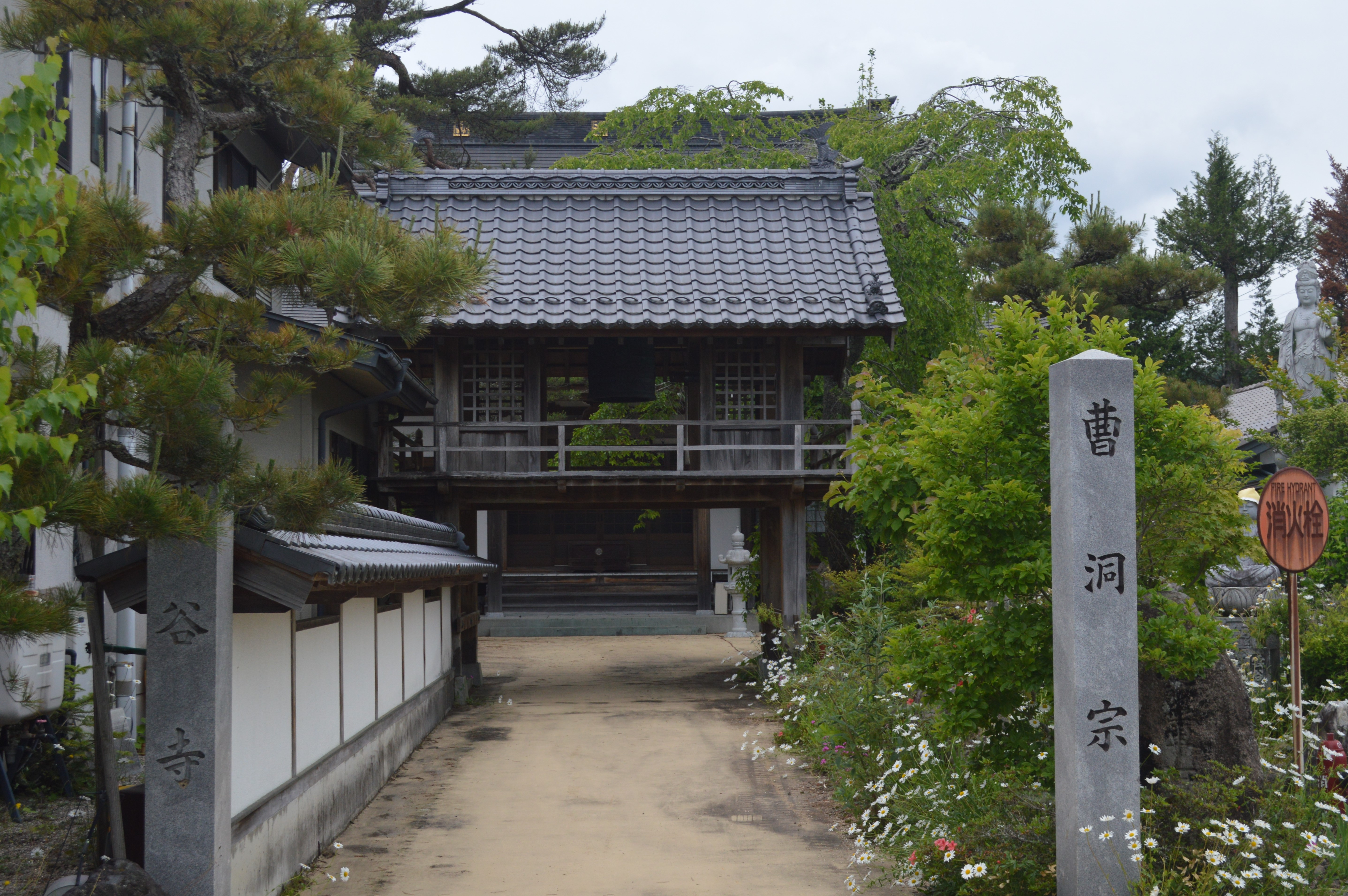
雲谷寺

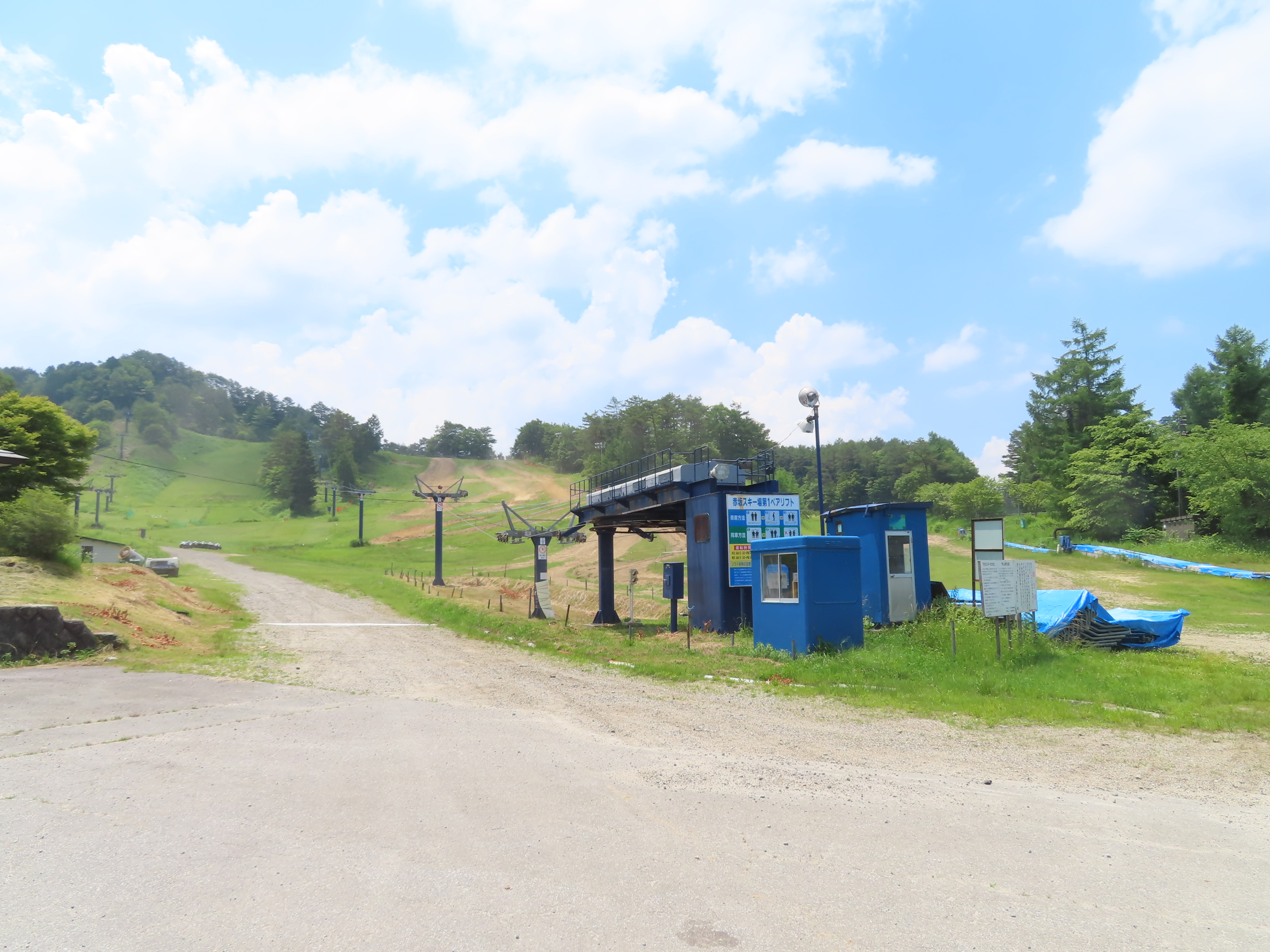
平谷高原赤坂スキー場

### 名所・旧跡
- 雲谷寺
- 諏訪神社 - 「諏訪神社の栃の木」は平谷村指定天然記念物。
- 武田勝頼公の腰かけ石

### 観光スポット
- 道の駅信州平谷
- 信州平谷温泉ひまわりの湯
- 平谷高原赤坂スキー場 - 長野県最南端のスキー場。第三セクターのみなみ信州平谷リゾートが運営[5]。

## 関連人物
- 林芋村（1886年～1929年） - 下伊那郡千代村（現・飯田市）出身の教育者。波合村の尋常小学校（現・平谷村立平谷小学校）で15年間に渡って教壇に立った。
- 塚田清策（1917年～1990年） - 下伊那郡波合村（現・平谷村）出身の書家。旧制東京文理科大学を卒業後、書写教科書の編書、沖縄における書道講師、学術研究などを行った。